# Big Little Lies - Piccole grandi bugie
Big Little Lies - Piccole grandi bugie (Big Little Lies) è una serie televisiva creata da David E. Kelley e basata sul romanzo Piccole grandi bugie di Liane Moriarty.

## Trama
Celeste, Jane e Madeline sono tre amiche e madri che vivono a Monterey e sono alle prese con i piccoli e grandi problemi della vita quotidiana e delle amicizie, che vere amicizie non sono. Madeline, madre di Chloe e Abigail e moglie di Ed, soffre perché la figlia maggiore sta crescendo a fianco della nuova compagna dell'ex marito Nathan, Bonnie. Jane è una ragazza madre con un trauma alle spalle da superare, mentre Celeste subisce gli abusi e le violenze del marito. Le loro vite vengono scosse da un omicidio, avvenuto durante una festa di beneficenza per i genitori nella scuola frequentata dai loro figli.

## Episodi
| Stagione         | Episodi | Prima TV USA | Prima TV Italia |
| ---------------- | ------- | ------------ | --------------- |
| Prima stagione   | 7       | 2017         | 2017            |
| Seconda stagione | 7       | 2019         | 2019            |

## Personaggi e interpreti

### Principali
- Madeline Martha Mackenzie (stagioni 1-2), interpretata da Reese Witherspoon, doppiata da Rossella Acerbo.
- Celeste Wright (stagioni 1-2), interpretata da Nicole Kidman, doppiata da Chiara Colizzi.
- Jane Chapman (stagioni 1-2), interpretata da Shailene Woodley, doppiata da Erica Necci.
- Perry Wright (stagione 1-ricorrente stagione 2), interpretato da Alexander Skarsgård, doppiato da Emiliano Coltorti.
- Ed Mackenzie (stagioni 1-2), interpretato da Adam Scott, doppiato da Roberto Gammino.
- Bonnie Carlson (stagioni 1-2), interpretata da Zoë Kravitz, doppiata da Veronica Puccio.
- Nathan Carlson (stagioni 1-2), interpretato da James Tupper, doppiato da Gianfranco Miranda.
- Gordon Klein (stagioni 1-2), interpretato da Jeffrey Nordling, doppiato da Enrico Di Troia.
- Renata Klein (stagioni 1-2), interpretata da Laura Dern, doppiata da Alessandra Korompay.
- Abigail Carlson (stagione 2, ricorrente stagione 1), interpretata da Kathryn Newton, doppiata da Veronica Benassi.
- Ziggy Chapman (stagione 2, ricorrente stagione 1), interpretato da Iain Armitage.
- Mary Louise Wright (stagione 2), interpretata da Meryl Streep, doppiata da Maria Pia Di Meo.

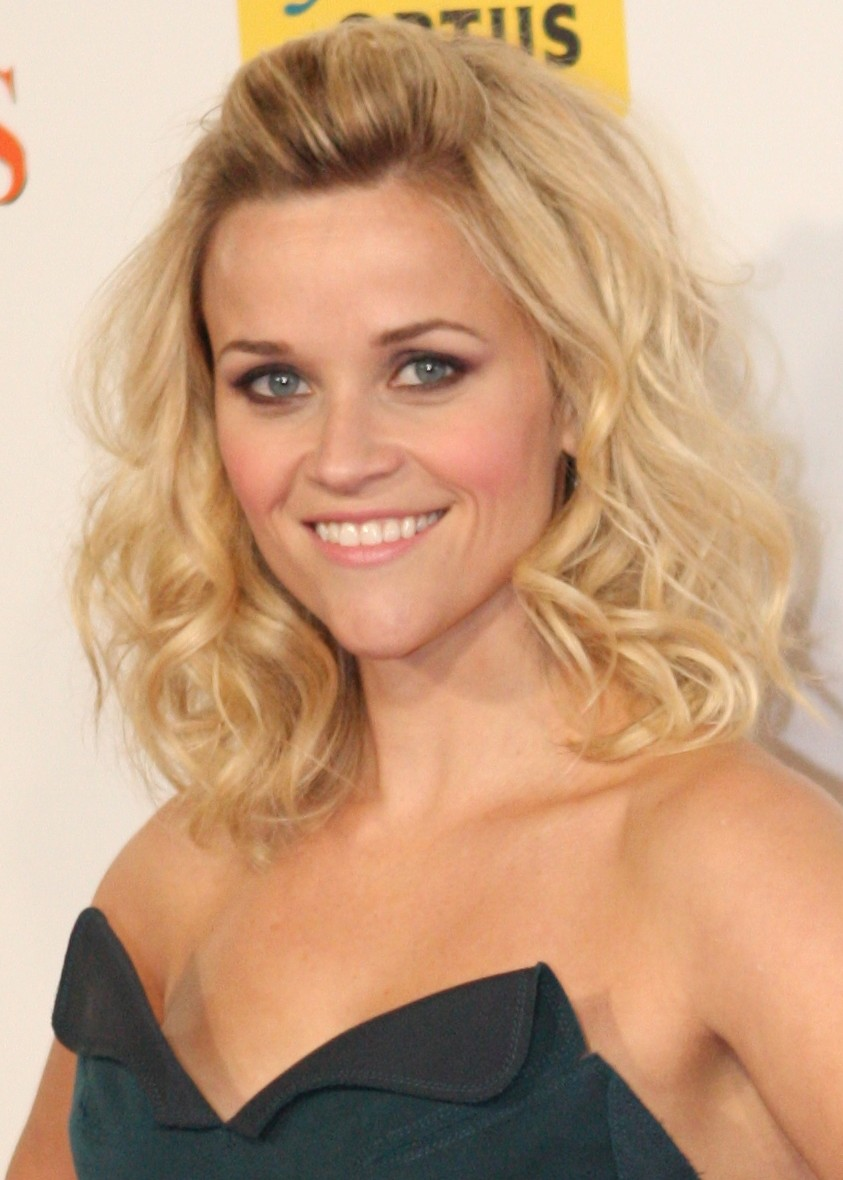
Reese Witherspoon
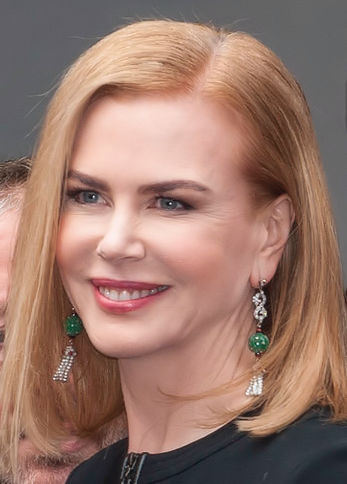
Nicole Kidman
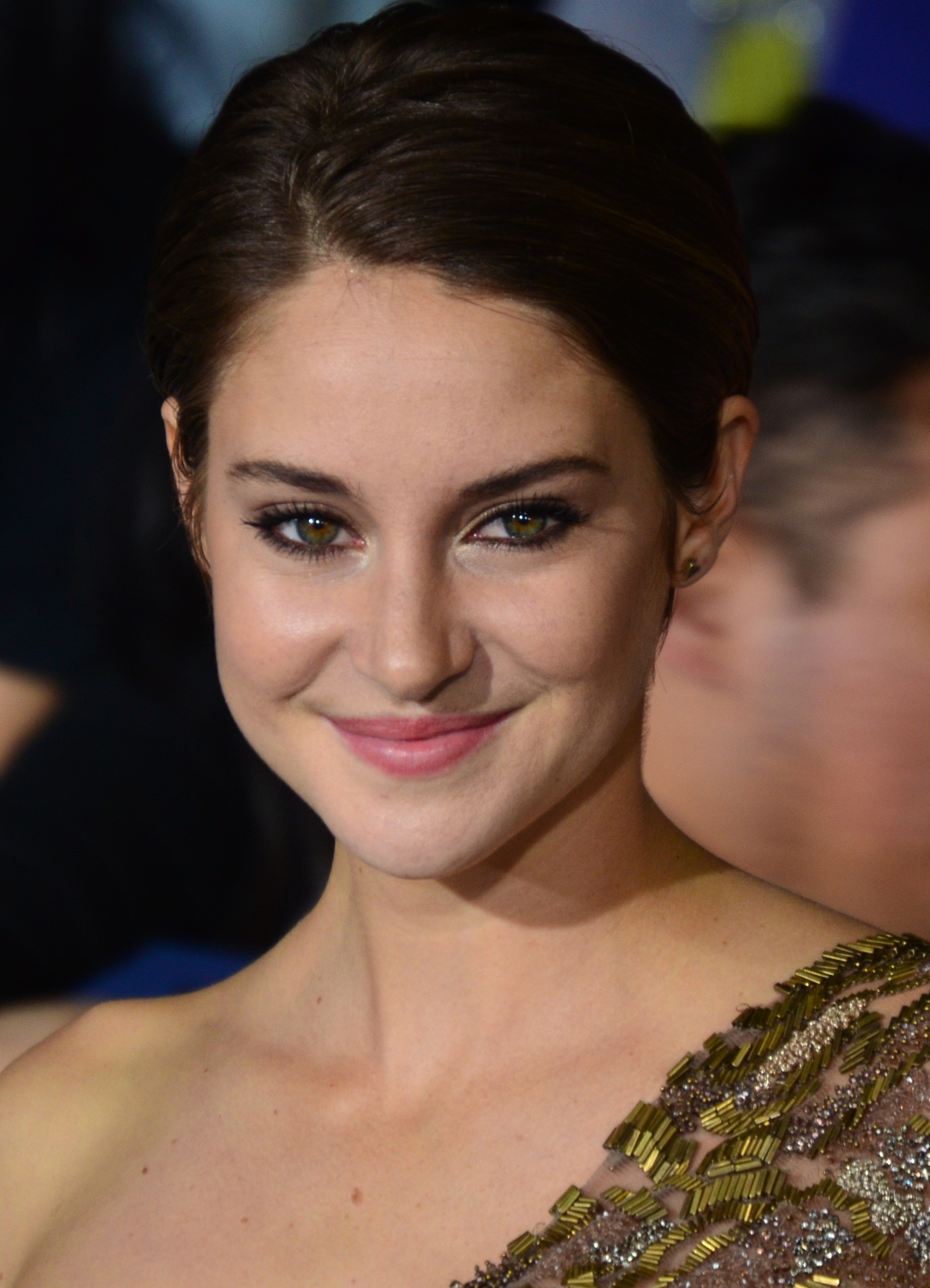
Shailene Woodley
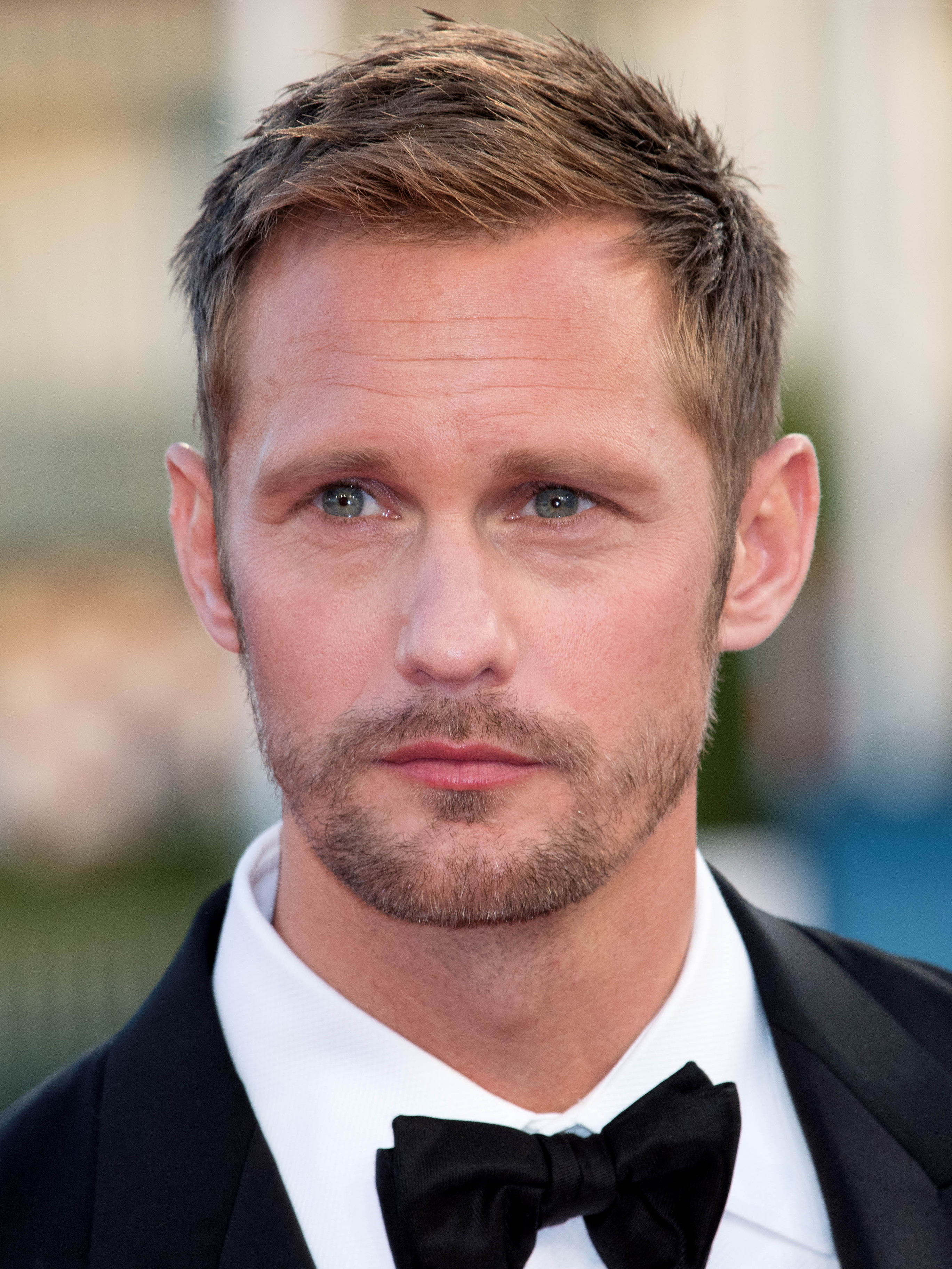
Alexander Skarsgård
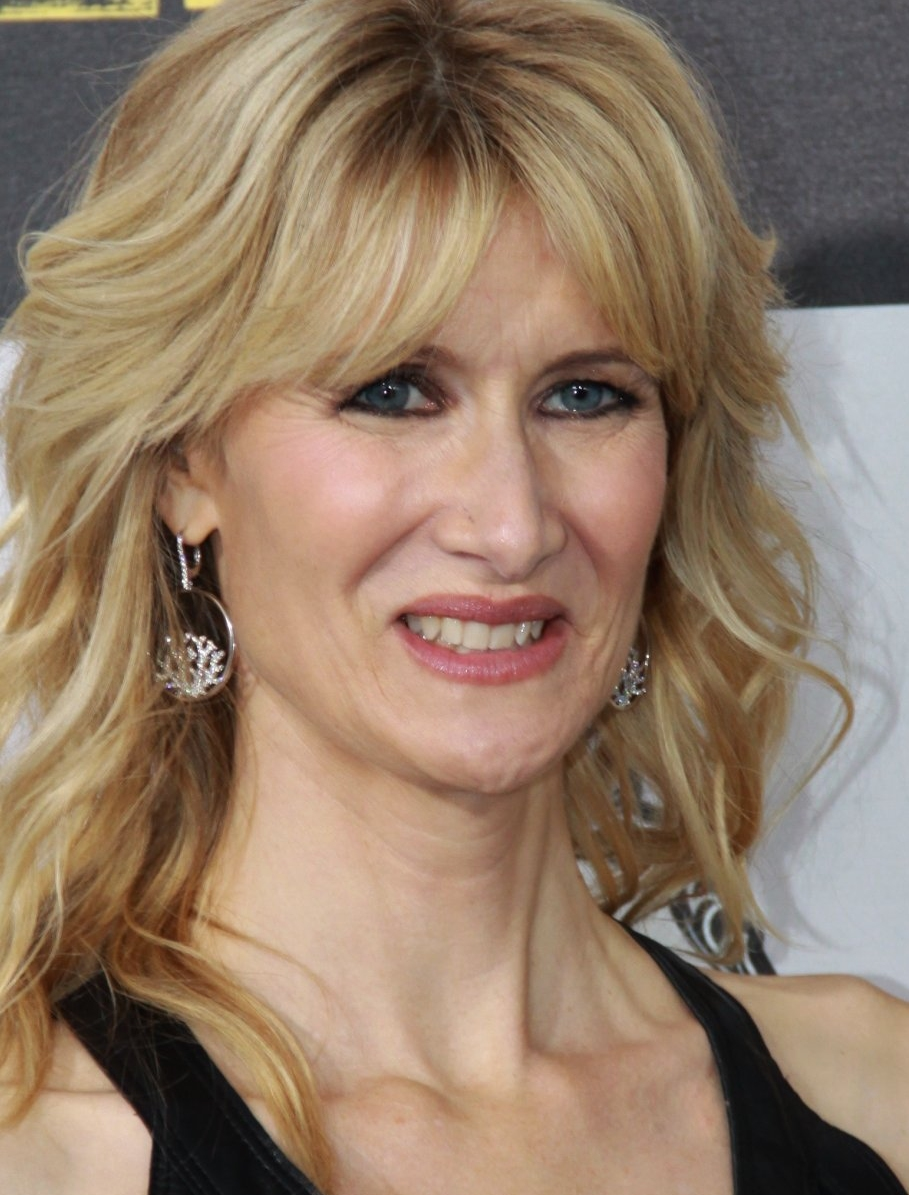
Laura Dern
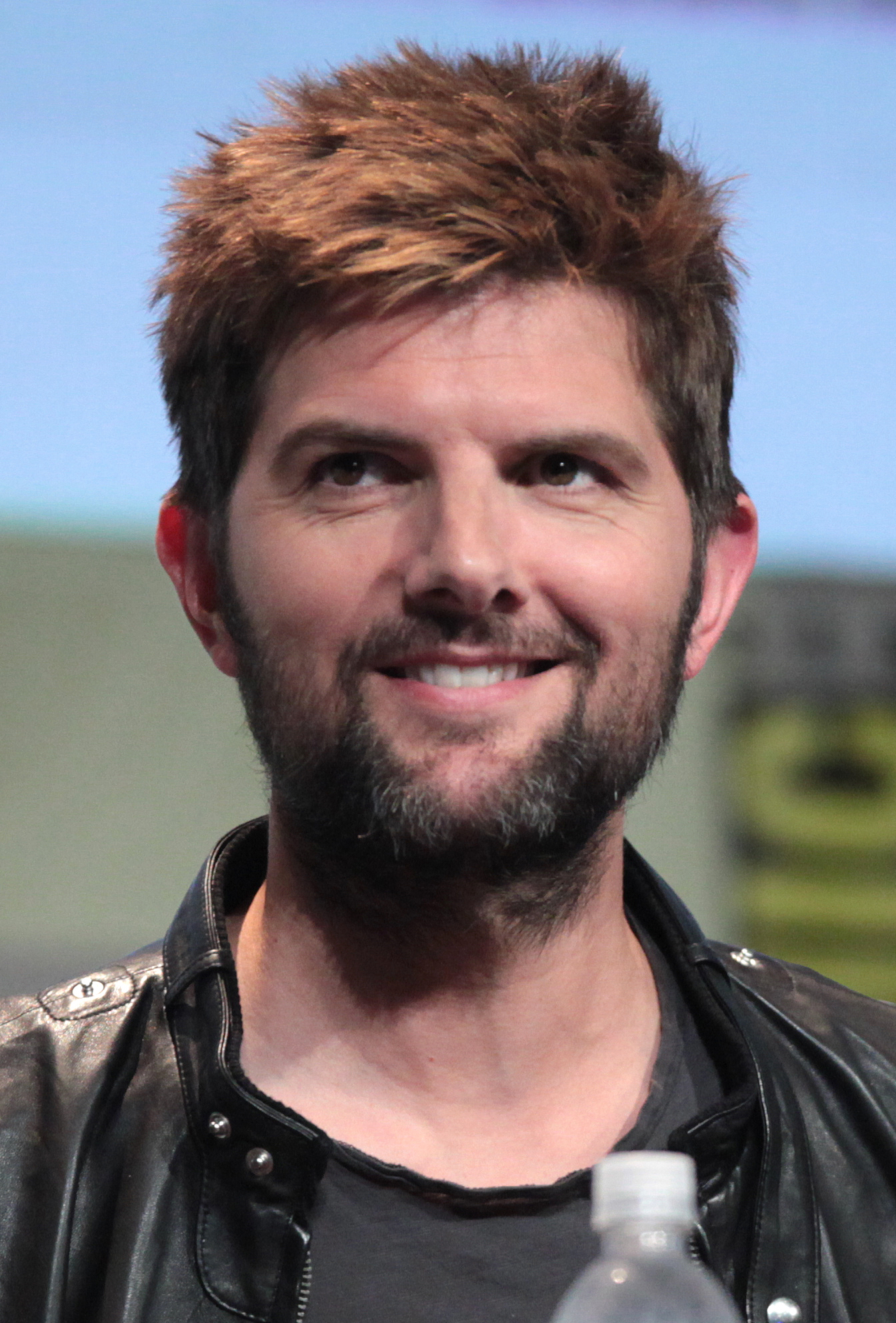
Adam Scott
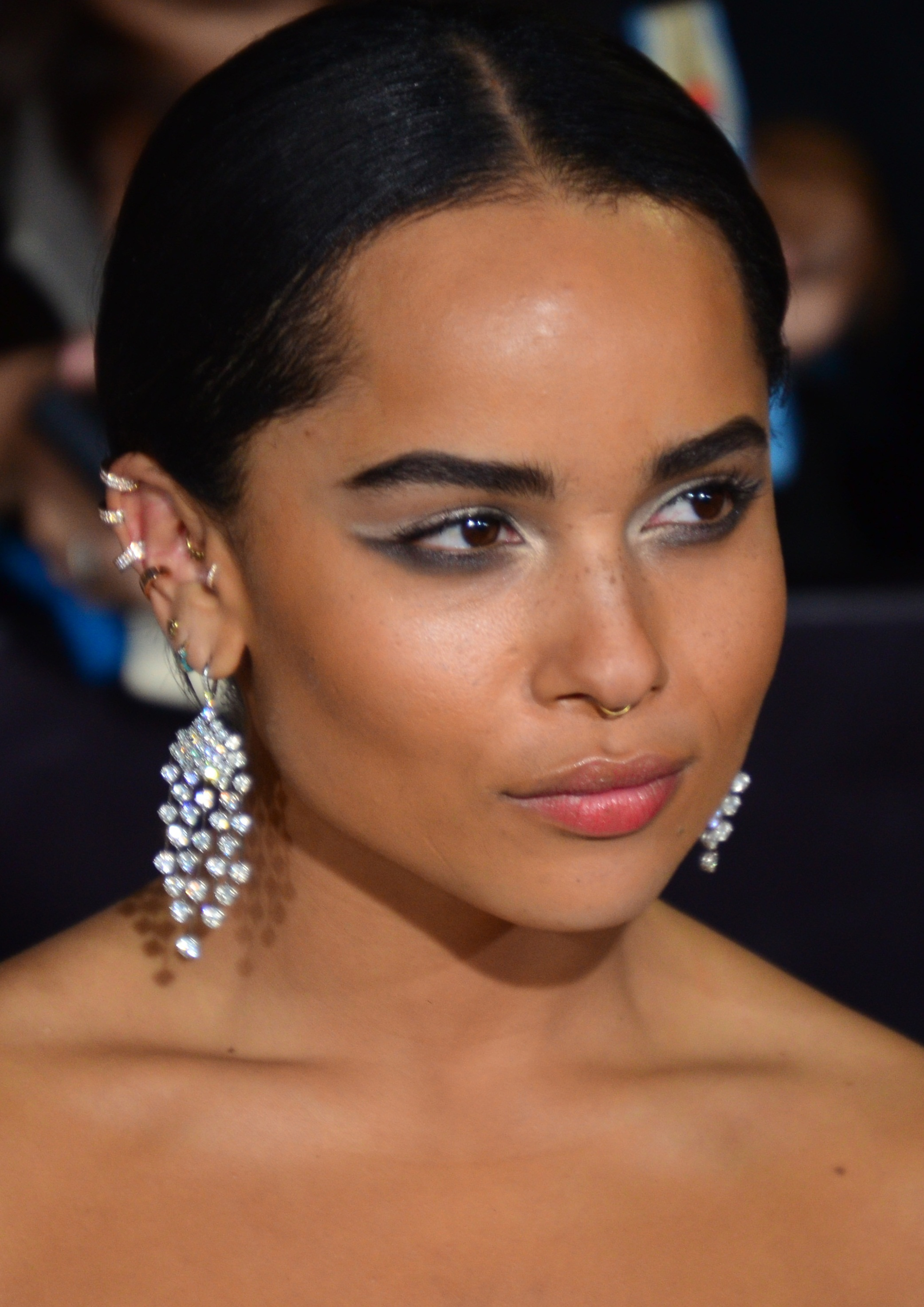
Zoë Kravitz
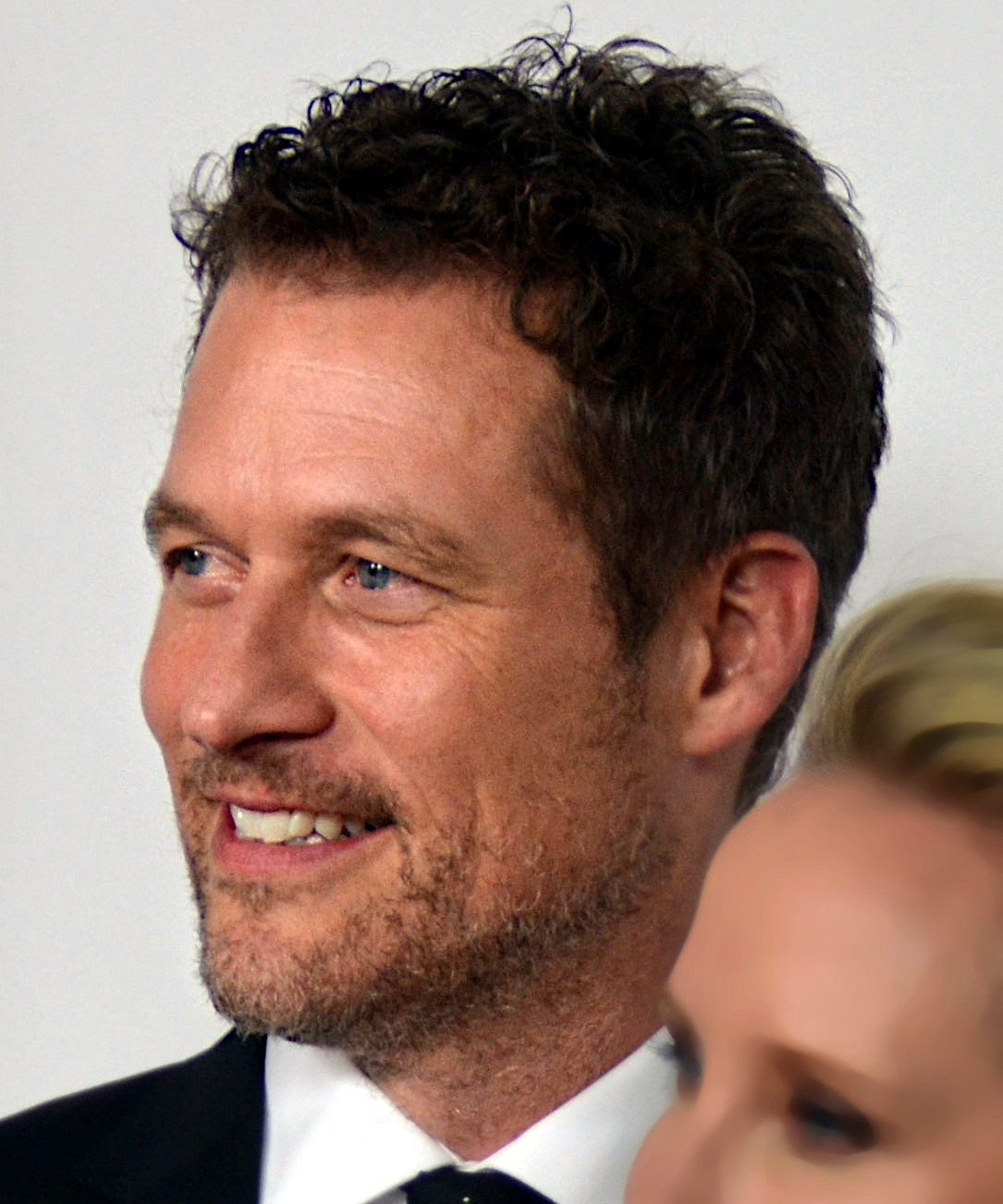
James Tupper
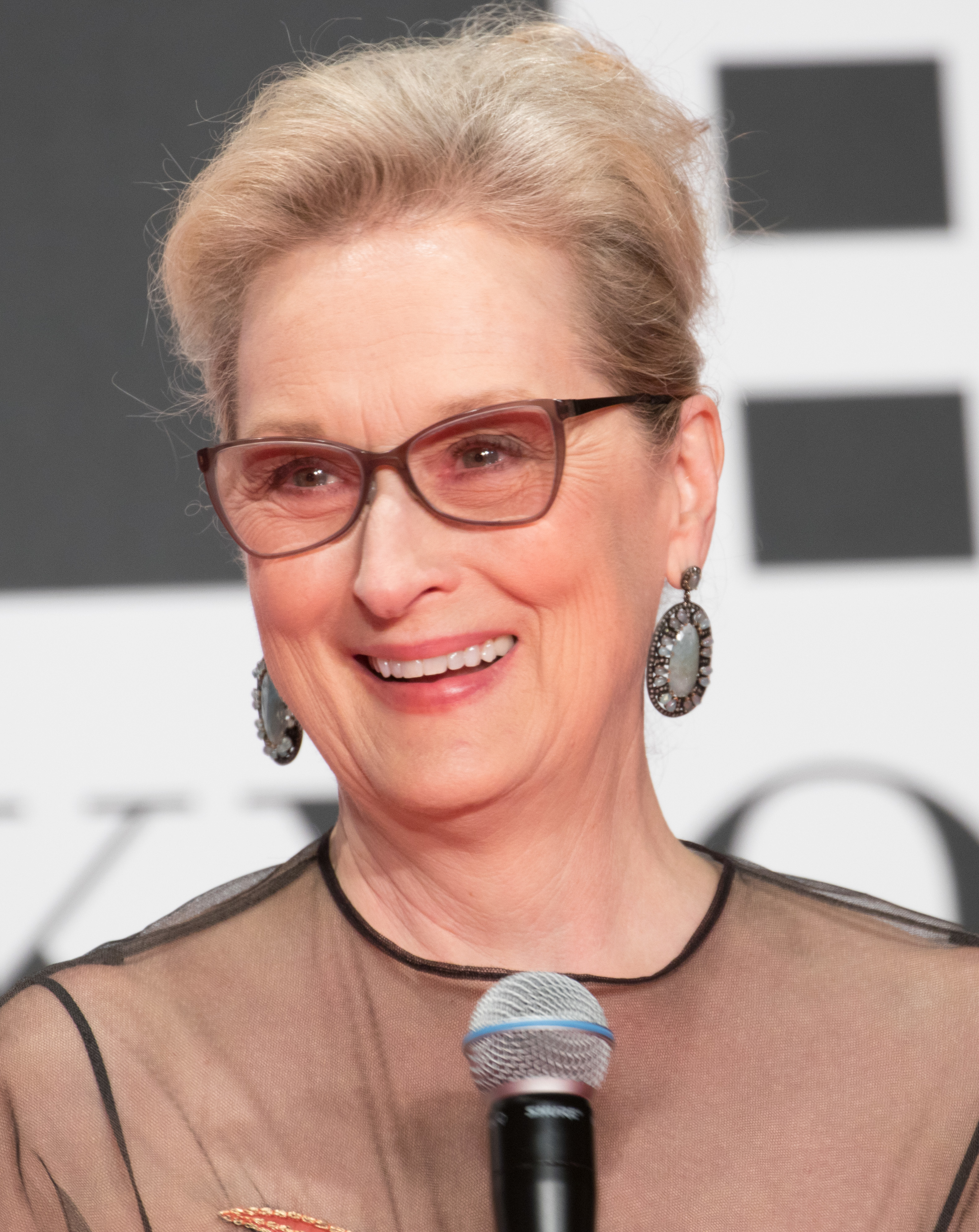
Meryl Streep

### Secondari
- Thea Cunningham (stagione 1), interpretata da Sarah Baker.
- Gabrielle (stagione 1), interpretata da Sarah Burns.
- Preside Warren Nippal (stagioni 1-2), interpretato da P.J. Byrne, doppiato da Edoardo Stoppacciaro.
- Joseph Bachman (stagioni 1-2), interpretato da Santiago Cabrera.
- Chloe Mackenzie (stagioni 1-2), interpretata da Darby Camp.
- Jackie (stagione 1), interpretata da Hong Chau, doppiata da Roberta De Roberto.
- Harper Stimson (stagioni 1-2), interpretata da Kelen Coleman.
- Josh Wright (stagioni 1-2), interpretato da Cameron Crovetti.
- Max Wright (stagioni 1-2), interpretato da Nicholas Crovetti.
- Detective Adrienne Quinlan (stagioni 1-2), interpretata da Merrin Dungey, doppiata da Laura Lenghi.
- Amabella Klein (stagioni 1-2), interpretata da Ivy George.
- Sig.ra Barnes (stagione 1), interpretata da Virginia Kull.
- Skye Carlson (stagioni 1-2), interpretata da Chloe Coleman.
- Oren (stagioni 1-2), interpretato da Larry Sullivan, doppiato da Riccardo Rossi.
- Tom (stagione 1), interpretato da Joseph Cross, doppiato da Emanuele Ruzza.
- Tori Bachman (stagioni 1-2) interpretata da Sarah Sokolovic, doppiata da Chiara Gioncardi.
- Dott.ssa Amanda Reisman (stagioni 1-2), interpretata da Robin Weigert, doppiata da Laura Romano.
- Corey Brockfield (stagione 2), interpretato da Douglas Smith, doppiato da Manuel Meli.
- Michael Perkins (stagione 2), interpretato da Mo McRae.
- Elizabeth Howard (stagione 2), interpretata da Crystal Fox, doppiata da Emanuela Rossi.
- Martin Howard (stagione 2), interpretato da Martin Donovan.
- Katie Richmond (stagione 2), interpretata da Poorna Jagannathan, doppiata da Stella Musy.
- Ira Farber (stagione 2), interpretato da Denis O'Hare, doppiato da Pasquale Anselmo.
- Giudice Marylin Cipriani (stagione 2), interpretata da Becky Ann Baker, doppiata da Angiola Baggi.

## Produzione
A maggio 2015 il network HBO ordina la miniserie basata sul romanzo di Liane Moriarty, con Reese Witherspoon e Nicole Kidman come protagoniste. Kidman e Witherspoon figurano anche tra le produttrici e inizialmente avevano opzionato i diritti del romanzo per un adattamento cinematografico. Le riprese sono iniziate a gennaio 2016 a Monterey, California.
Il primo trailer è stato diffuso ad ottobre 2016. La prima stagione, composta da sette puntate tutte dirette da Jean-Marc Vallée, è stata trasmessa dal canale via cavo HBO dal 19 febbraio al 2 aprile 2017. 
Inizialmente doveva essere una miniserie, ma dopo il successo ricevuto dal pubblico e dalla critica, l'8 dicembre 2017, HBO rinnova la serie per una seconda stagione, sempre composta da 7 episodi, le cui riprese sono terminate nell'agosto 2018.

## Colonna sonora
La sigla d'apertura è il brano Cold Little Heart del cantante britannico Michael Kiwanuka, facente parte dell'album Love & Hate (2016).

## Riconoscimenti
- 2017 - Premio Emmy 
  - Miglior miniserie o film televisivo
  - Miglior regia per un film, miniserie o speciale drammatico  a Jean-Marc Vallée
  - Migliore attrice in una miniserie o film televisivo  a Nicole Kidman
  - Migliore attrice non protagonista in una serie, miniserie o film televisivo  a Laura Dern
  - Migliore attore non protagonista in una serie, miniserie o film televisivo  a Alexander Skarsgård
  - Candidatura alla migliore attrice in una miniserie o film televisivo a Reese Witherspoon
  - Candidatura alla migliore attrice non protagonista in una serie, miniserie o film televisivo a Shailene Woodley
  - Candidatura alla migliore sceneggiatura per un film, miniserie o speciale drammatico a David E. Kelley

- 2018 - Golden Globe 
  - Miglior miniserie o film televisivo
  - Migliore attrice in una miniserie o film televisivo  a Nicole Kidman
  - Migliore attore non protagonista in una serie, miniserie o film televisivo  a Alexander Skarsgård
  - Migliore attrice non protagonista in una serie, miniserie o film televisivo  a Laura Dern
  - Candidatura alla migliore attrice in una miniserie o film televisivo a Reese Witherspoon
  - Candidatura alla migliore attrice non protagonista in una serie, miniserie o film televisivo a Shailene Woodley

- 2018 - Critics' Choice Awards[9]
  - Miglior miniserie o serie limitata
  - Miglior attrice in un film per la televisione o miniserie a Nicole Kidman
  - Miglior attore non protagonista in un film per la televisione o miniserie a Alexander Skarsgård
  - Miglior attrice non protagonista in un film per la televisione o miniserie a Laura Dern
  - Candidatura per la Miglior attrice in un film per la televisione o miniserie a Reese Witherspoon

- 2018 - Screen Actors Guild Award[10]
  - Migliore attore in un film televisivo o mini-serie a Alexander Skarsgård
  - Migliore attrice in un film televisivo o mini-serie a Nicole Kidman
  - Candidatura per la migliore attrice in un film televisivo o mini-serie a Reese Witherspoon
  - Candidatura per la migliore attrice in un film televisivo o mini-serie a Laura Dern
- 2018 - Satellite Award[11]
  - Candidatura per la miglior miniserie
  - Candidatura per la miglior attrice in una miniserie o film per la televisione a Nicole Kidman
  - Candidatura per il miglior attore non protagonista in una serie, miniserie o film per la televisione a Alexander Skarsgård
  - Candidatura per la miglior attrice non protagonista in una serie, miniserie o film per la televisione a Laura Dern
  - Candidatura per la miglior attrice non protagonista in una serie, miniserie o film per la televisione a Shailene Woodley
- 2020 - Golden Globe[12]
  - Candidatura per la miglior serie drammatica
  - Candidatura per la migliore attrice in una serie drammatica a Nicole Kidman
  - Candidatura per la migliore attrice non protagonista in una serie, miniserie o film televisivo a Meryl Streep